# Saxo-fridericia inermis
Saxo-fridericia inermis là một loài thực vật có hoa trong họ Rapateaceae. Loài này được Ducke miêu tả khoa học đầu tiên năm 1938.